# Handelsområde Knekten
Handelsområde Knekten är ett handelsområde i Hultsfred. Handelsplatsen har ett Willys, Byggmax, OkQ8, Besikta bilbesiktning, Dollarstore samt mera. Handelsområdet öppnade februari 2022 när Willys flyttade till sin nya lokal. Den 25 mars öppnade även Dollarstore samt Byggmax aningen tidigare.

## Historia

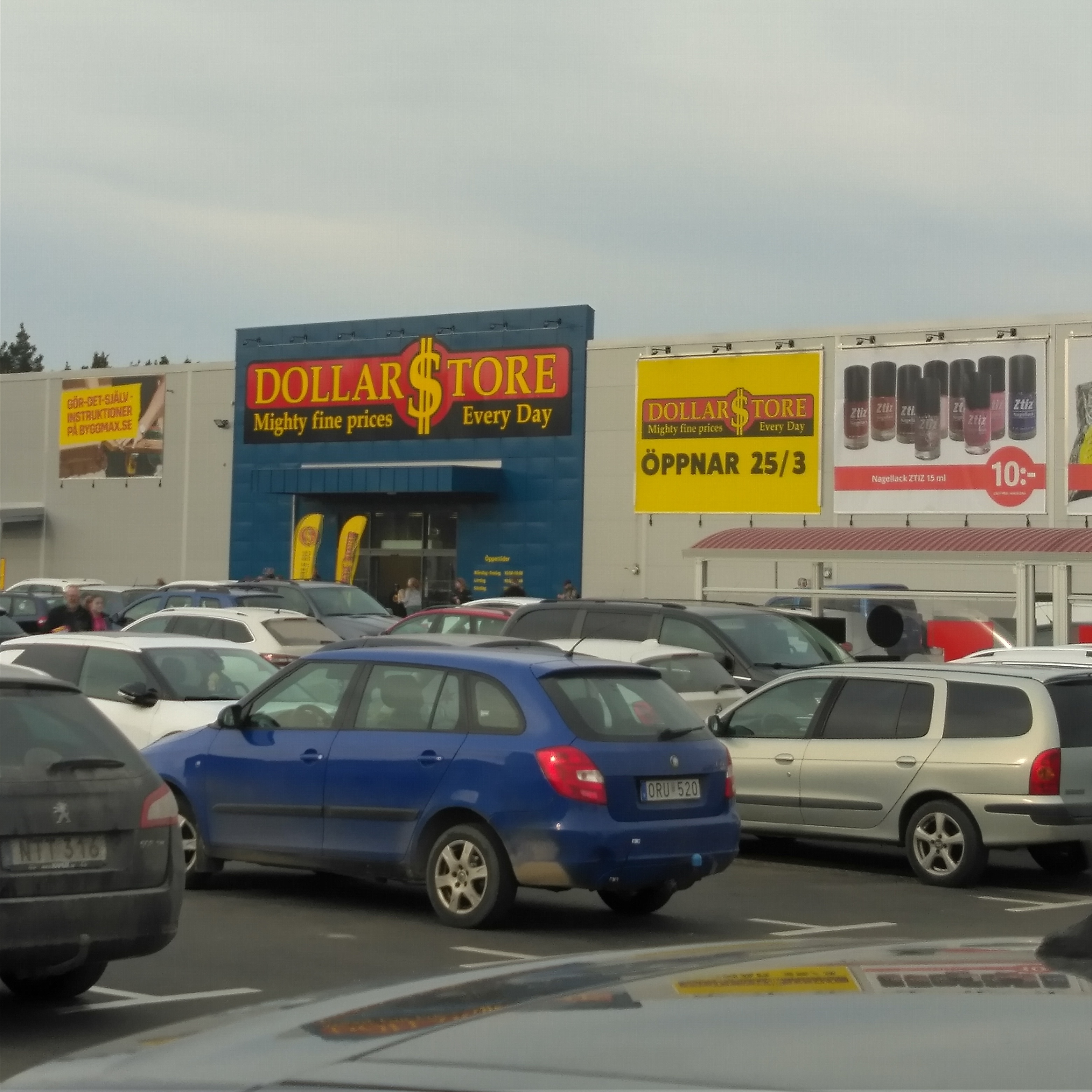
Dollarstores första öppningsdag

2017 köptes det 40 000 kvadratmeters tidigare industriområdet från kommunen av Borgkrona. Marken låg bredvid tidigare affärer, WIllys gamla lokaler och OKQ8. De planerade att bygga ett köpcentrum med flera affärer, den skulle stå klar hösten 2019. Planerna hände aldrig och  November 2020 tog Famera Fastigheter över området  och byggde stora lokaler för olika företag som öppnade under tidiga 2022